# Цусима (Нагасаки)
Цусима (яп. 対馬市 Цусима-си), Идзухара — город в Японии, находящийся в префектуре Нагасаки. Площадь города составляет 708,89 км², население — 31 756 человек (1 июля 2014), плотность населения — 44,80 чел./км².

## Географическое положение
Город расположен на острове Цусима в префектуре Нагасаки региона Кюсю.

## Население
Население города составляет 31 756 человек (1 июля 2014), а плотность — 44,80 чел./км². Изменение численности населения с 1980 по 2005 годы:
| 1980 | 50 810 чел. |  |
| 1985 | 48 875 чел. |  |
| 1990 | 46 064 чел. |  |
| 1995 | 43 513 чел. |  |
| 2000 | 41 230 чел. |  |
| 2005 | 38 481 чел. |  |

## Символика
Деревом города считается Chionanthus retusus, цветком — рододендрон, птицей — обыкновенный фазан.